# Clypeobarbus schoutedeni
Clypeobarbus schoutedeni es una especie de peces de la familia Cyprinidae, orden Cypriniformes.
Son peces dulceacuícolas africanos que pueden llegar alcanzar los 3,8 cm de longitud total.